# Acácio (curador)
Acácio (em latim: Acacius; em grego: Ἀκάκιος; romaniz.: Akákios) foi um curador do Império Bizantino, ativo no final do reinado de Justiniano I (r. 527–565). É conhecido por seu papel em um incidente de desordem civil na década de 560. A principal fonte sobre ele é um fragmento de João Malalas.

## Vida
As origens de Acácio são desconhecidas. Teria sido um curador imperial (em grego: βασιλικός κουράτωρ), mas suas funções não são mencionadas. Poderia ter servido como curador da casa divina, sendo assim um homem ilustre (senador de alto escalão), ou poderia ter sido um oficial do palácio. É conhecido por ter tido uma filha. Quando a referida filha foi estuprada, tentou punir o suposto estuprador. O estuprador era um membro da facção Verde das corridas de bigas, e as ações de Acácio levaram a um novo conflito entre os verdes e os azuis no distrito de Pitácia, em Constantinopla. O fragmento pode ser datado com segurança na década de 560, mais precisamente entre 562 e 565. João Malalas em outros lugares menciona um incidente que ocorreu em Pitácia em outubro de 562, mas não se sabe se esses incidentes estão conectados.